# Patoki (powiat łowicki)
Patoki – wieś w Polsce położona w województwie łódzkim, w powiecie łowickim, w gminie Nieborów.
Prywatna wieś duchowna położona była w drugiej połowie XVI wieku w powiecie gąbińskim ziemi gostynińskiej województwa rawskiego. W latach 1975–1998 miejscowość należała administracyjnie do województwa skierniewickiego.
Wieś Patoki liczy około 50 domów i około 179 mieszkańców.

## Zabytki
Według rejestru zabytków NID na listę zabytków wpisane są obiekty:
- dom dróżnika, 1 poł. XIX, nr rej.: 614 z 24.08.1967
- słup graniczny Księstwa Łowickiego, 1829, nr rej.: 2723-VI-30 z 16.03.1961